# IC 378
IC 378 је елиптична галаксија у сазвјежђу Еридан која се налази на листи објеката дубоког неба у Индекс каталогу.
Деклинација објекта је - 12° 17' 57" а ректасцензија 4h 31m 27,9s. Привидна величина (магнитуда) објекта IC 378 износи 14,6 а фотографска магнитуда 15,6. IC 378 је још познат и под ознакама NPM1G -12.0161, PGC 954841.